# نیروگاه بادی میدل‌گروندن
نیروگاه بادی میدل‌گروندن (انگلیسی: Middelgrunden wind farm) در آب‌تل میدل‌گروندن بین راه‌های کشتیرانی در تنگه اورسوند به فاصلهٔ ۳٫۵ کیلومتر از شهر کپنهاگ، دانمارک قرار دارد. هنگامی که این نیروگاه در سال ۲۰۰۰ ایجاد گردید با داشتن ۲۰ توربین بادی (هر توربین ۲ مگاوات از برند گامسا) و ظرفیت تولید برق ۴۰ مگاوات، بزرگ‌ترین نیروگاه بادی دریایی در جهان بود. این نیروگاه حدود ۴ درصد از برق کپنهاگ را تأمین می‌کند.
در سال ۱۹۹۶، بعد از اینکه میدل‌گروندن به عنوان یک سایت بالقوه برای ایجاد نیروگاه بادی دریایی در برنامه اقدام دانمارک قرار گرفت، ساخت این پروژه توسط اداره انرژی و محیط‌زیست کپنهاگ (مخفف انگلیسی: CEEO) شروع شد. این نیروگاه از داخل شهر کپنهاگ، پایتخت دانمارک به وضوح قابل مشاهده است.